# Góry Uriumkańskie
Góry Uriumkańskie (ros.: Урюмканский хребет, Uriumkanskij chriebiet) – pasmo górskie w azjatyckiej części Rosji, w południowo-wschodniej części Kraju Zabajkalskiego, między rzekami Uriumkan i Urow. Rozciąga się na długości ok. 210 km, od górnego biegu Gazimuru do Argunu. Szerokość pasma wynosi 20–50 km. Wznosi się ono średnio na wysokość 900–1200 m n.p.m.; najwyższy szczyt ma wysokość 1325 m n.p.m. Pasmo zbudowane jest głównie ze skał z okresu późnego paleozoiku. Dominuje rzeźba średniogórska. Zbocza pasma są przeważnie strome (zwłaszcza w dolinach rzek) i porośnięte lasostepem i tajgą górska.